# Inspecteur la Bavure
Inspecteur la Bavure är en fransk kriminalfilm från 1980 i regi av Claude Zidi.

## Rollista i urval
- Coluche - polisinspektör Michel Clément / Jules Clément
- Gérard Depardieu - Roger Morzini
- Dominique Lavanant - Marie-Anne Prossant
- Julien Guiomar - polisinspektör Vermillot
- Alain Mottet - Dumeze
- François Perrot - Louis Prossant
- Clément Harari - Dr. Haquenbusch
- Martin Lamotte - polisinspektör Gaffuri
- Dany Saval - antikvarien
- Hubert Deschamps - polisinspektör Marcel Watrin
- Richard Bohringer - polis